# Пет Тіллман
Патрік Деніел Тіллман (англ. Patrick Daniel Tillman; 6 листопада 1976 — 22 квітня 2004) — гравець в американський футбол, який залишив професійний спорт і вступив до Армії США 2002 року. Загинув під «дружнім вогнем» у горах на сході Афганістану. Його смерть, широко висвітлена ЗМІ, стала предметом військового розслідування, в ході якого свідчення давав навіть колишній Міністр оборони США Дональд Рамсфелд.

## Життєпис
Пет Тіллман народився в Сан-Хосе, штат Каліфорнія. 1994 року став виступати за команду університету штату Аризона з американського футболу, грав на позиції лайнбекера. За невисокого для цієї позиції зросту (180 см) Тіллман досяг успіху в грі, і на старшому курсі його визнали кращим захисником Тихоокеанської конференції. 1998 року закінчив університет зі спеціалізацією в маркетингу із середнім балом 3,84.
На драфті НФЛ 1998 року Тіллмана обрав під 226-м номером клуб «Аризона Кардиналс». У першому ж сезоні він застовпив за собою позицію лайнбекера, зігравши в основному складі в десяти з шістнадцяти ігор. У 2000 році побив рекорд команди за теклами.
У травні 2002 року, через вісім місяців після атак 11 вересня 2001 року і після завершення сезон, Тіллман відхилив новий трирічний контракт на суму 3,6 млн доларів, запропонований йому клубом, і разом з братом Кевіном (який відмовився від кар'єри в професійному бейсболі) записався в Армію США, щоб помститися терористам.
Наприкінці 2002 року брати закінчили курси підготовки рейнджерів і їх призначили в 2-й батальйон 75-го полку рейнджерів у Форті Льюїс, штат Вашингтон. 2003 року ПЕТ Тіллман брав участь у вторгненні коаліційних військ до Іраку, після чого його направили в Афганістан.

## Загибель
22 квітня 2004 року спеціаліст Тіллман загинув під «дружнім вогнем» під час патрулювання в провінції Хост. Деталі його смерті стали предметом розслідування Конгресу США.
Перша реляція про смерть Тіллмана свідчила, що він разом із загоном потрапив у засідку біля села Сперах за 40 км на північний захід від Хоста, біля кордону з Пакистаном, і загинув у перестрілці з терористами. Тіллмана посмертно нагороджено «Срібною зіркою», «Пурпуровим серцем» і посмертно підвищено до звання капрал, його тіло перевезено на батьківщину, де з почестями поховано на військовому кладовищі.
Однак через п'ять тижнів військового розслідування повідомлено, що Пет став жертвою «дружнього вогню», тобто його вбили американські солдати в метушні, що виникла внаслідок вибуху міни біля військової автоколони. В ході розслідування з'ясувалося, що безпосереднє командування капрала знало про справжні причини його загибелі від самого початку, але цю інформацію приховали від преси.

## Пам'ять
- 19 вересня 2004 року гравці всіх команд НФЛ грали з траурними наклейками на шоломах у пам'ять про Пета Тіллмана. «Аризона Кардиналс» провели з цими наклейками весь сезон 2004.

- 2005 року музичний гурт Hypnogaja[en] випустив альбом «Below Sunset», у якому вміщено пісню «Silver Star», присвячену Тіллману.

- Клуб «Аризона Кардиналс» вивів з обігу номер 40, так само вчинила команда університету штату Аризона «Сан Девілз» із номером 42, під цими номерами Пет Тіллман грав у НФЛ і коледжі[7]. «Кардиналс» назвали площу, на якій розташований їхній домашній стадіон у Глендейлі, площею Свободи імені Пета Тіллмана. Пізніше на цій площі встановили бронзовий пам'ятник[8].

- Ім'ям Пета Тілмана названо об'їзний міст через річку Колорадо.

- На честь Пета його родиною та друзями було створено Фонд Пета Тіллмана, який «визначає видатних військовослужбовців, ветеранів та їхні подружжя, надаючи їм академічні стипендії, можливості для розвитку лідерських якостей протягом усього життя та різноманітну глобальну спільноту високопродуктивних наставників та колег»[9].